# پریناز ایزدیار
پریناز ایزدیار (زادهٔ ۸ شهریور ۱۳۶۳) بازیگر ایرانی است. او با بازی در سریال‌های زمانه (۱۳۹۱) و شهرزاد (۱۳۹۴–۱۳۹۷) ساختهٔ حسن فتحی به شهرت رسید. وی در فیلم‌های ابد و یک روز (۱۳۹۴)، متری شیش و نیم (۱۳۹۷) و زن و بچه (۱۴۰۴) ساختهٔ سعید روستایی به ایفای نقش پرداخته است.
ایزدیار بازیگری را با بازی در فیلم یک مرد، یک شهر (۱۳۸۶) آغاز کرد. او برای بازی در ابد و یک روز (۱۳۹۴) موفق به دریافت سیمرغ بلورین بهترین بازیگر نقش اول زن جشنواره فیلم فجر شد و برای بازی در تابستان داغ (۱۳۹۵) و سه کام حبس (۱۳۹۸) نیز نامزد دریافت این جایزه شده است. او نقش جیران، همسر ناصرالدین‌شاه را در سریال جیران (۱۴۰۰–۱۴۰۲) ایفا کرد. نقش‌آفرینی ایزدیار در زن و بچه (۱۴۰۴) از نظر منتقد ددلاین، شانس اول کسب جایزه بهترین بازیگر زن جشنواره کن را در جشنواره فیلم کن ۲۰۲۵ داشت.

## اوایل زندگی و تحصیلات
پریناز ایزدیار ۸ شهریور ۱۳۶۳ در بابل زاده شد. پدرش اهل ساری و مادرش اهل بابل بوده و به گفته خودش به زبان مازندرانی تسلط کامل دارد. او کودکی خود را در ساری سپری کرد و در دوره راهنمایی به تهران آمد، در دوره دبیرستان به‌خاطر شرایط کاری پدرش برای مدتی به بابل رفت و بار دیگر به تهران بازگشت. خانواده‌اش بعد از چند سال وقتی کار پدرش در تهران تمام شد به شمال بازگشتند اما او در تهران ماند.
ایزدیار از کودکی به هنر، به‌ویژه بازیگری، علاقه‌مند بود و قصد داشت در دانشگاه رشته هنر را دنبال کند. با این حال، به دلیل مخالفت خانواده که او را به تحصیل در رشته‌ای غیر از بازیگری تشویق کردند، رشته گرافیک را انتخاب کرد. با وجود این، همچنان به بازیگری علاقه‌مند بود و تصمیم گرفت با حضور در تهران، فعالیت در این حوزه را نیز پیگیری کند.

## حرفه

### سینما
پریناز ایزدیار نخستین بار در سال ۱۳۸۵ در تست بازیگری فیلم یک مرد، یک شهر که توسط احمد نجفی انجام می‌شد قبول شد و با حضور در این فیلم به کارگردانی حسن هدایت قدم به عرصه سینما گذاشت. وی با ایفای نقش در تله‌فیلم ماه در سایه (۱۳۸۸) به کارگردانی سعید ابراهیمی‌فر، قدم به عرصهٔ تلویزیون گذاشت.
در سال ۱۳۹۰ با حضور در فیلم «ورود آقایان ممنوع» به کارگردانی رامبد جوان بیش از پیش دیده شد، این فیلم دومین فیلم پرفروش سینمای ایران در سال ۱۳۹۰ لقب گرفت. در سال ۱۳۹۲ با ایفای نقشی کلیدی در فیلم «خط ویژه» به کارگردانی مصطفی کیایی خوش درخشید. این فیلم توانست سیمرغ بلورین بهترین فیلم از نگاه تماشاگران را از سی و دومین جشنواره فیلم فجر به دست آورد. 
در سال ۱۳۹۳ با حضور در دو فیلم این سیب هم برای تو و ۳۶۰ درجه با سیروس الوند و سام قریبیان همکاری کرد.

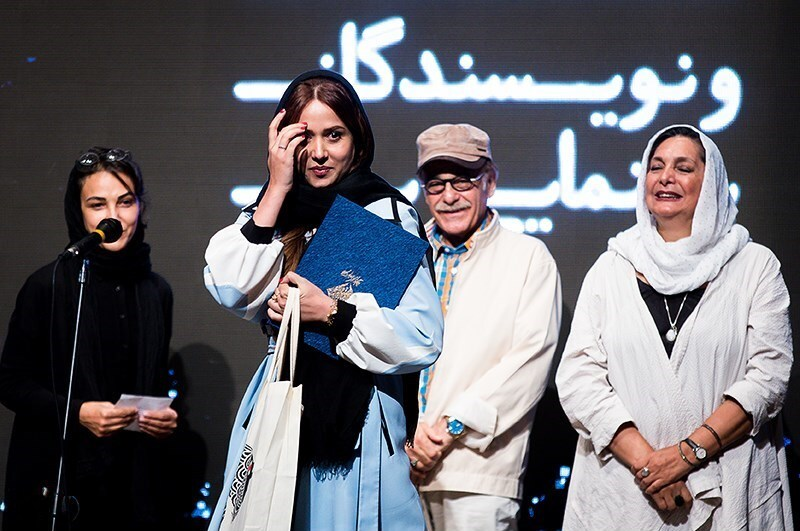
تقدیر از او در «انجمن منتقدان و نویسندگان سینمای ایران»

«ابد و یک روز» به کارگردانی سعید روستایی و «یک روز به خصوص» به کارگردانی همایون اسعدیان آثار سینمایی او در سال ۱۳۹۴ هستند.
 «ابد و یک روز» فیلمی در ژانر درام اجتماعی است و پیمان معادی، نوید محمدزاده و شبنم مقدمی نیز در آن به ایفای نقش پرداخته‌اند. درخشش او در «ابد و یک روز»، سیمرغ بلورین بهترین بازیگر نقش اول زن از سی و چهارمین جشنواره فیلم فجر را برای او به همراه داشت. ایزدیار با همین فیلم در «شانزدهمین جشن حافظ»، تندیس «بهترین بازیگر زن سینمای ایران» را از آن خود کرد و «دیپلم افتخار» انجمن منتقدان و نویسندگان سینمای ایران را به دست آورد. او برای بازی در «ابد و یک روز» نامزد دریافت جایزه «بهترین بازیگر زن» از «ششمین جشنواره بین‌المللی فیلم شهر» شد. این فیلم در طول نمایش مورد توجه عموم مردم و منتقدان قرار گرفت و رکورد بیشترین تعداد نامزدی و جایزه در «سی و چهارمین جشنواره فیلم فجر»، «شانزدهمین جشن حافظ»، «دهمین جشن انجمن منتقدان و نویسندگان سینمای ایران» و «هجدهمین جشن سینمای ایران» را از آن خود کرد. و در سوئیس، بنگلادش، اسپانیا، استرالیا، آمریکا و… به روی پرده رفت و جایزه «بهترین فیلم» و «بهترین فیلم‌نامه» را از جشنواره بین‌المللی فیلم خیخون و جشنواره بین‌المللی فیلم داکا دریافت کرد.
 «یک روز به خصوص» فیلمی در ژانر درام اجتماعی است که در «سی و پنجمین جشنواره فیلم فجر» رونمایی شد و به فروش اعضای بدن و دلالی آن می‌پرداخت. فیلم‌نامه و بازی بازیگران در این فیلم با «تحسین» مواجه شد و جایزه «بهترین فیلم‌نامه» از جشنواره بین‌المللی فیلم پیونگ‌یانگ را برای عوامل به همراه داشت.

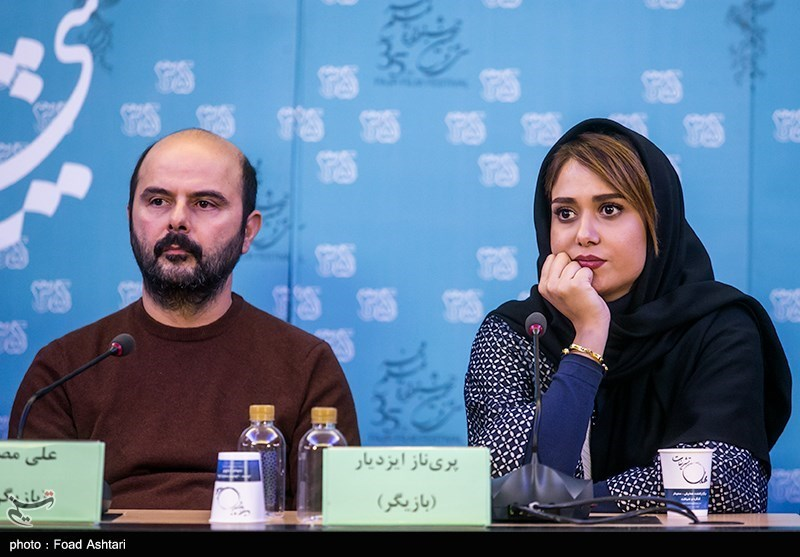
در نشست خبری فیلم تابستان داغ

در سال ۱۳۹۵ پریناز ایزدیار در ۳ فیلم «ویلایی‌ها»، «تابستان داغ» و «هت‌تریک» حضور یافت.
 «ویلایی‌ها» ساخته منیر قیدی نخستین بار در سی و پنجمین جشنواره فیلم فجر به نمایش درآمد و نامزد دریافت ۸ جایزه و برنده ۳ جایزه از جمله «بهترین فیلم اول» شد. همچنین با دریافت ۴۲ نامزدی در بخش‌های مختلف جشنواره‌های داخلی و بین‌المللی، به ۱۲ جایزه و لوح تقدیر در بخش‌های مختلف دست یافت و سرانجام در ۲۰ اردیبهشت ماه ۱۳۹۶ در سینماهای کشور اکران شد. این فیلم در جشنواره فیلم آسیا پاسیفیک به نمایش درآمد و در هند، بنگلادش، ترکیه، بلغارستان، اسپانیا، رومانی، تایوان، لهستان و فرانسه به روی پرده رفت. ایزدیار در این فیلم در نقشی متفاوت، فرمانده زنان در پشت خط‌مقدم را به تصویر می‌کشد که در تلاش است تا آرامش را در ویلاها فراهم کند. وی برای بازی در «ویلایی‌ها» برنده «تندیس حافظ» بهترین بازیگر زن و نامزد دریافت جایزه از جشنواره بین‌المللی فیلم مقاومت شد.
 «تابستان داغ» ساخته ابراهیم ایرج‌زاد نیز در «سی و پنجمین جشنواره فیلم فجر» رونمایی شد و با نامزدی در ۱۳ رشته، حائز رکورد بیشترین تعداد نامزدی در این دوره از جشنواره شد. این فیلم در نخستین حضور بین‌المللی خود در جشنواره فیلم استکهلم به نمایش درآمد و در ادامه توانست در دیگر جشنواره‌های معتبر جهانی حضور پیدا کرده و جوایزی کسب کند. بازی ایزدیار در «تابستان داغ» مورد توجه قرار گرفت و برنده «بهترین بازیگر زن» از جشنواره بین‌المللی فیلم داکا و نامزد دریافت جایزه از دو جشنواره بین‌المللی فیلم شهر و «سی و پنجمین دوره جشنواره فیلم فجر» شد.
 «هت‌تریک» ساخته رامتین لوافی در سی و ششمین جشنواره جهانی فیلم فجر رونمایی شد و برنده جایزه «بهترین فیلم‌نامه» شد. این فیلم در ادامه حضورهای جهانی خود در جشنواره بین‌المللی فیلم شانگهای و جشنواره فیلم ونکوور به نمایش درآمد و نامزد جایزه «بهترین فیلم بین‌المللی» شد. امیر جدیدی، ماهور الوند و صابر ابر از دیگر بازیگران این فیلم هستند. «هت‌تریک» پس از استقبال مخاطبان در جشنواره‌های خارجی توسط کمپانی پخش بین‌المللی «تای هه فیلم» برای اکران در سینماهای چین خریداری شد و به زبان چینی دوبله شده و در این کشور اکران گسترده شد.
در سال ۱۳۹۶ ایزدیار در نقشی متفاوت در دو فیلم «خوک» ساخته مانی حقیقی و «مقیمان ناکجا» به کارگردانی شهاب حسینی حضور یافت.
 «خوک» در ژانر «کمدی سیاه» نماینده ایران در شصت و هشتمین جشنواره بین‌المللی فیلم برلین بود و لیلا حاتمی، علی مصفا و حسن معجونی از دیگر بازیگران این فیلم بودند. این فیلم توانست جایزه بهترین فیلم «جشنواره گرولاند» و «جشنواره فیلم‌های فانتزی استراسبورگ» را از آن خود کند و در بخش «بازار» جشنواره کن، جشنواره بین‌المللی فیلم هنگ کنگ، جشنواره فیلم سیدنی، جشنواره بین‌المللی فیلم سیاتل و بیش از ۵۰ جشنواره معتبر جهانی به روی پرده رفت و مورد استقبال منتقدان و تماشاگران قرار گرفت. این فیلم در اردیبهشت ۱۳۹۷ در ایران اکران شد.
 «مقیمان ناکجا» فیلمی «تجربی» است که بر اساس نمایشنامهٔ مهمان‌سرای دو دنیا اثر اریک امانوئل اشمیت ساخته شده است. این فیلم داستان قرار گرفتن چند انسان بر اثر حادثه‌ای در جایی میان دو دنیا را به تصویر می‌کشد. شهاب حسینی علاوه بر کارگردانی در کنار پریناز ایزدیار به ایفای نقش می‌پردازد. «مقیمان ناکجا» سرانجام در ۲۸ تیر ۱۴۰۲ در سینماهای گروه «هنر و تجربه» به نمایش درآمد و با استقبال خوبی مواجه شد.

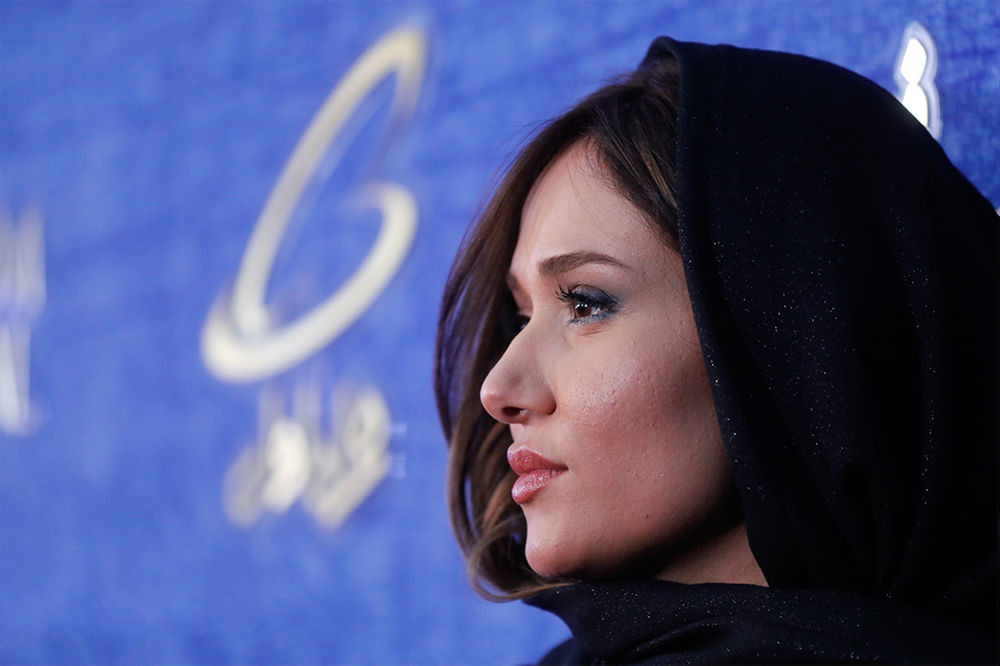
در سی و هفتمین جشنواره فیلم فجر

در سال ۱۳۹۷ سه فیلم «متری شیش و نیم» ساخته «سعید روستایی»، «سرخ‌پوست» به کارگردانی نیما جاویدی و «لتیان» ساخته «علی تیموری» با نقش‌آفرینی پری‌ناز ایزدیار ساخته شد.
 «متری شیش و نیم» فیلمی در ژانر اجتماعی پلیسی است که نخستین‌بار در سی و هفتمین جشنواره فیلم فجر به نمایش درآمد و برنده سیمرغ بلورین بهترین فیلم از نگاه تماشاگران شد و در ۲۷ اسفند ۱۳۹۷ به اکران عمومی درآمد. نوید محمدزاده، پیمان معادی و فرهاد اصلانی نیز در آن به ایفای نقش پرداخته‌اند. بعد از «ابد و یک روز»(۱۳۹۴)، این فیلم دومین همکاری روستایی با محمدزاده، ایزدیار و معادی است. ایزدیار در این فیلم حضوری کوتاه اما درخشان و تأثیرگذار دارد و گره اصلی داستان به دست او باز می‌شود. وی برای بازی در این فیلم نامزد جایزه «بهترین بازیگر زن» از «جشن حافظ» شد. این فیلم در بین‌الملل به افتخارات گوناگونی از جمله نامزد جایزه سزار «بهترین فیلم خارجی زبان ۲۰۲۲» در کشور فرانسه دست یافت و در بخش «افق‌های» جشنواره فیلم ونیز به نمایش درآمد. «متری شیش و نیم» با عبور از ۲ میلیون و ۱۶۰ هزار مخاطب به «پربیننده‌ترین» فیلم غیرکمدی دهه‌های ۸۰ و ۹۰ شمسی تبدیل شده است.
 «سرخ‌پوست» فیلمی در ژانر درام، معمایی، عاشقانه است که در «سی و هفتمین جشنواره فیلم فجر» از آن رونمایی شد و با نامزدی در ۸ رشته، سیمرغ بلورین «جایزهٔ ویژه هیئت داوران» را به دست آورد. نوید محمدزاده، آتیلا پسیانی و حبیب رضایی دیگر بازیگران این فیلم هستند. نظر «منتقدان» به «سرخ‌پوست» مثبت بود و با تحسین‌همگانی مواجه شد. گروه کثیری از منتقدان از نادیده‌گرفتن بازی‌های پری‌ناز ایزدیار در دو فیلم «سرخ‌پوست» و «متری شیش و نیم» توسط هیئت داوران در سی و هفتمین جشنواره فیلم فجر انتقاد کردند و وی را شایسته نامزدی و دریافت جایزه دانستند. ایزدیار برای بازی در این فیلم نامزد دریافت جایزه «بهترین بازیگر زن» از «جشن حافظ» و برنده «پرمخاطب‌ترین بازیگر زن» از «جشن تهیه‌کنندگان» شد.
 «لتیان» با بازی پری‌ناز ایزدیار، امیر جدیدی و سارا بهرامی اولین نمایش عمومی خود را از ۲۳ مرداد ۹۹ در سینمای آنلاین فیلیمو و نماوا تجربه کرد و با فروش یک میلیاردی در اکران آنلاین، به یکی از پرفروش‌ترین فیلم‌های اکران آنلاین تبدیل شد.

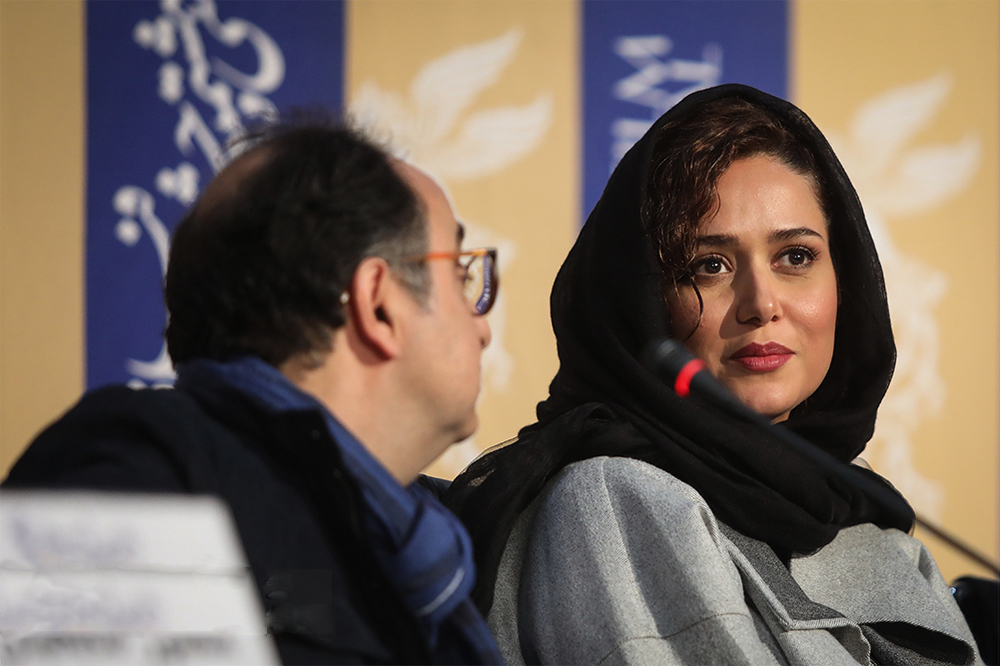
در سی و هشتمین جشنواره فیلم فجر

دو فیلم «مغز استخوان» ساخته حمیدرضا قربانی و «سه کام حبس» به کارگردانی سامان سالور آخرین آثار وی در دهه ۱۳۹۰ هستند.
 «مغز استخوان» فیلمی در ژانر درام اجتماعی است که نخستین بار در سی و هشتمین جشنواره فیلم فجر به نمایش درآمد. بابک حمیدیان، جواد عزتی و بهروز شعیبی نیز در آن به ایفای نقش پرداخته‌اند. این فیلم در مجامع بین‌المللی مورد توجه قرار گرفت و برای نمایش در جشنواره‌های مختلفی از جمله جشنواره فیلم ونکوور برگزیده شد و نامزد دریافت ۸ جایزه و برنده ۴ جایزه از جشنواره‌های مختلف از جمله بهترین بازیگر زن از «جشنواره بین‌المللی فیلم IMAGO ایتالیا» شد. این فیلم در اردیبهشت ۱۴۰۱ منتشر شد.
 «سه کام حبس» اثر «برادران سالور» که در سی و هشتمین جشنواره فیلم فجر رونمایی شد با بیش از ده حضور بین‌المللی و دریافت بیش از ۷ جایزه از جشنواره‌های معتبر جهانی، مورد توجه قرار گرفت. ایزدیار برای بازی در این فیلم، برنده جایزه «بهترین بازیگر نقش اول زن» از جشنواره فیلم بین‌المللی پزارو و نامزد «بهترین بازیگر نقش اول زن» از «سی و هشتمین جشنواره فیلم فجر» شد و توانست نظر «منتقدان» و «تماشاگران» را به خود جلب کند. سه کام حبس با بازی ایزدیار و محسن تنابنده در سال ۱۴۰۲ به اکران عمومی درآمد و عنوان پرفروش‌ترین فیلم غیرکمدی سال را از آن خود کرد.
«ملاقات خصوصی» در ژانر درام عاشقانه به کارگردانی امید شمس نخستین بار در چهلمین جشنواره فیلم فجر به نمایش درآمد و برنده «سیمرغ بلورین بهترین فیلم از نگاه تماشاگران» شد اما به دلیل حواشی ایجاد شده در این دوره این جایزه حذف شد. این فیلم با بازخورد مثبتی از سوی «منتقدان» و «مخاطبان» همراه بود و در ۱۴ دی ۱۴۰۱ در سینماها اکران شد و به پرفروش‌ترین فیلم غیرکمدی تاریخ سینمای ایران تبدیل شد.
اغلب منتقدان معتقد بودند بازی ایزدیار در «ملاقات خصوصی» از برترین نقش‌آفرینی‌های دههٔ اخیر سینمای ایران است و او را از مدعیان «سیمرغ بهترین بازیگر نقش اول زن» می‌دانستند اما به دلیل حواشی این فیلم کاندید نشد. ایزدیار همچنین به انتخاب ۳۷ منتقد، «بهترین بازیگر زن» این دوره از جشنواره شناخته شد.

### تئاتر و نمایشنامه‌خوانی
اولین حضور ایشان بر صحنه تئاتر با نمایشنامه‌خوانی «سفر به نهایت دور» به کارگردانی «محمد میرعلی‌اکبری» میسر شد. علاوه بر ایزدیار، فرزاد حسنی، کامران تفتی و محمدرضا مالکی در این اجرا شرکت داشتند. این برنامه کاری از تئاتر گروه «اقیانوس» بود که تمام درآمد آن برای کمک به کودکان مبتلا به سرطان به مؤسسه «محک» اهدا شد.
ایزدیار در دومین تجربه خود در این عرصه، نمایش «یک کلیک کوچولو» را در کنار آزاده صمدی، نازنین فراهانی، سام قریبیان و آرش دادگر زیر نظر «احمد سلیمانی» روی صحنه برد. این نمایش به قلم «محمدرضا کوهستانی» در سه اپیزود تضاد بین سنت و تجدد را به تصویر می‌کشید.
در مرداد ۱۳۹۴، نمایشنامه‌خوانی «کابوس‌های یک پیرمرد بازنشستهٔ خائن ترسو» با هدف حمایت از «انجمن کودکان اُتیسم ایران» توسط پری‌ناز ایزدیار، الهام پاوه نژاد، امیرحسین رستمی، نادر فلاح و… خوانش شد. این نمایش توسط «پیروز کرمی» به روی صحنه رفت.
در سال ۱۳۹۶، ایزدیار در یک پروژه خوانش و اجرا با نام «دی‌روز» شرکت کرد. «دی‌روز» به نمایشنامه خوانی و اجرای لحظاتی از ۵ نمایشنامه مطرح از دهه هشتاد می‌پرداخت که در طی ۵ شب و هر نمایش فقط ۱ شب بر روی صحنه خوانش و اجرا شد. بهرام بیضایی، علیرضا نادری، نادر برهانی مرند، محمد چرم شیر و محمد یعقوبی از نویسندگان این نمایشنامه‌ها بودند. «تهران زیر بال فرشتگان» نمایشنامه‌ای به قلم نادر برهانی‌مرند و کارگردانی علی سرابی بود که توسط ایزدیار، پانته‌آ بهرام، داریوش موفق، بابک کریمی، مهرداد صدیقیان و تینو صالحی به روی صحنه رفت و با استقبال گسترده مخاطبان همراه بود.
آخرین حضور وی بر صحنه تئاتر با نمایش موزیکال «بینوایان» در نقش «فانتین» فراهم شد. بینوایان به کارگردانی «حسین پارسایی» توانست با رکورد جذب بیشترین تماشاگر و پرفروش‌ترین نمایش یکی از پدیدهای تئاتر در سال ۹۷ باشد. این نمایش موزیکال پاییز سال ۱۳۹۷ در سالن رویال هال هتل اسپیناس پالاس روی صحنه رفت. او برای بازی در نمایش «بینوایان» نامزد بخش بهترین بازیگر زن تئاتر از جشن حافظ شد.

### صداپیشگی
ایشان صداپیشگی نسخه صوتی کتاب «احساس رضایت» نوشته رابرت الکس جانسون و «جری رول» را تجربه کرده است. فیلم باشو غریبه کوچک نیز توسط او برای نابینایان پرده‌خوانی شده است. روایت داستان «گُل» از داستان‌های برگزیده پنجمین دوره «جایزه ارغوان»، دیگر اثر وی در عرصه صداپیشگی می‌باشد.

### هیئت داوران
در سال ۲۰۲۰ از او به عنوان داور برای حضور در جشنواره فیلم‌های ایرانی استرالیا دعوت شد و در کنار پارسا پیروزفر، هایده صفی یاری، غلامرضا موسوی و منصور ضابطیان به داوری آثار این دوره از جشنواره پرداختند. جشنواره فیلم‌های ایرانی استرالیا یک نهاد مستقل فرهنگی است و توسط مؤسسه دریچه سینما برگزار می‌شود.
 در سال ۲۰۲۴ ایزدیار در کنار کادری مجرب به داوری بخش فیلمِ «نخستین جشنواره فیلم و عکس باانرژی» پرداخت و کار ارزیابی و داوری آثار متقاضی حضور در این بخش از جشنواره را بر عهده گرفت. این جشنواره بستری برای رقابت سالم و کشف استعدادهای جوان در عرصه فیلم‌سازی و عکاسی را فراهم می‌کرد.

## فعالیت‌های اجتماعی

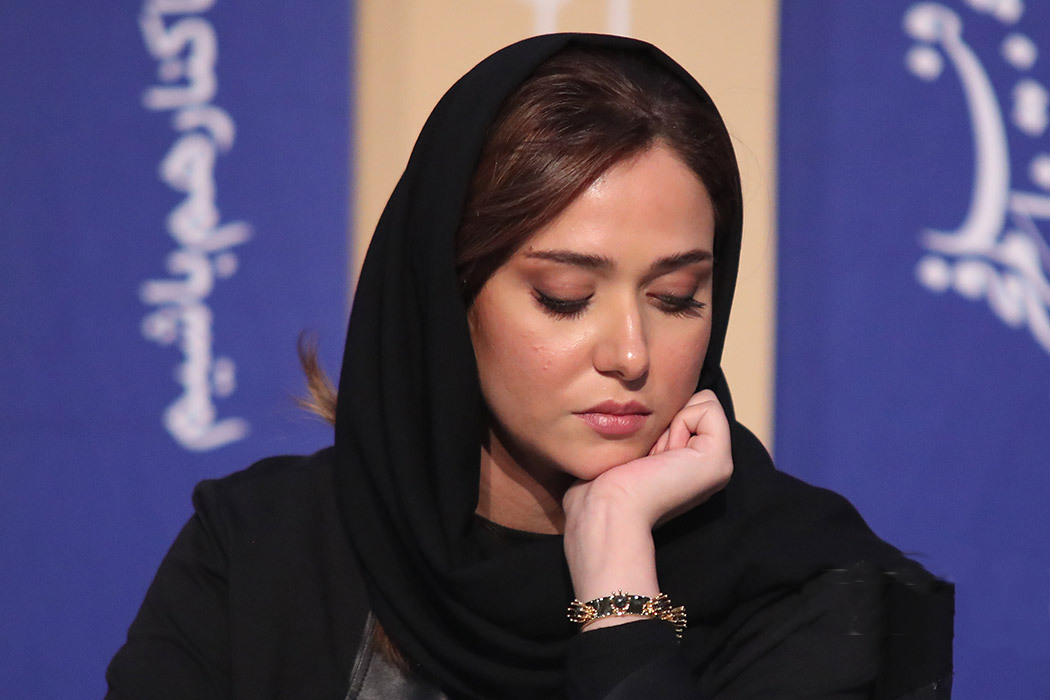
۱۶۰×۱۶۰پیکسل

### فعالیت‌های خیرخواهانه
در سال ۱۳۹۲ پریناز ایزدیار همراه با کامران تفتی و فرزاد حسنی در نمایشنامه‌خوانی «سفر به نهایت دور»، برای کمک به مؤسسهٔ محک که مخصوص کودکان سرطانی است برنامه‌ای اجرا کردند و تمام پول به دست آمده را به آن مؤسسه واگذار کردند. همچنین در سال ۱۳۹۴ در نمایشنامه‌خوانی «کابوس‌های یک پیرمرد بازنشسته» در کنار بازیگرانی همچون الهام پاوه نژاد، امیرحسین رستمی و نادر فلاح حضور یافت. این نمایشنامه در حمایت از «کودکان اتیسم ایران» اجرا شد.

### فعالیت به عنوان سفیر بنیاد بیماری‌های نادر
در نهمین همایش «بنیاد بیماری‌های نادر ایران» در سال ۱۳۹۶ که با حضور اهالی هنر و ورزش در سالن همایش‌های صداوسیما برگزار شد، پریناز ایزدیار به عنوان «سفیر» بنیاد بیماری‌های نادر انتخاب شد تا در کنار این مجموعه به بیماران کمک‌رسانی کند. این بنیاد با هدف بهبود کیفیت زندگی مبتلایان به بیماری‌های نادر اهداف و رسالت‌های مهمی را دنبال می‌کند.

### فعالیت‌های زیست‌محیطی و حمایت از حقوق حیوانات
پریناز ایزدیار گیاه‌خوار و از حامیان فعال «حقوق حیوانات و جانواران» و «محیط‌زیست» است.
وی در کنار دیگر هنرمندان حامی محیط‌زیست، خواستار حمایت از حقوق جانواران و حیوانات شد و به کارزار تعطیلی باغ‌وحش‌ها پیوست. این کارزار در راستای «تعطیلی تمامی باغ‌وحش‌های کشور و انتقال حیوانات آن‌ها به یک پارک‌وحش استاندارد» شکل گرفت.
همچنین پس از به قتل رسیدن سه محیط‌بان در سال ۱۳۹۵، با انتشار بیانیه‌ای خواستار جمع‌آوری سلاح‌ها، در اختیار گذاشتن امکانات، حقوق مکفی و نفرات بیشتری در یگان حفاظت محیط‌زیست و حمایت قانون از محیط‌بانان شد.
در سال ۱۳۹۷، پریناز ایزدیار با انتشار تصویر و یادداشتی در فضای مجازی از مردم زادگاهش خواست تا لاشه‌های دردآلود مسافران خسته‌ای که به خاک مازندران پناه آورده‌اند را در سفره‌هایشان نپذیرند و با تحریم بازار فریدونکنار، از نسل‌کشی پرندگان مهاجر و قانون‌شکنی سودجویان جلوگیری کنند.
ایزدیار در سال ۱۳۹۸ در پی خبر اعلام ظرفیت سازمان حفاظت محیط‌زیست برای صدور ۴۴۷ مجوز شکار، با انتشار تصویری از شکار یک کل جوان توسط اتباع خارجی در استان یزد، نسبت به شکارفروشی سازمان حفاظت محیط‌زیست معترض شد و سگ‌کشی‌های سلسله‌وار شهرداری‌ها را محکوم کرد.

### اعتراض و حمایت از کودکان زباله‌گرد
در تیر ۱۳۹۸ پریناز ایزدیار با انتشار نامه‌ای سرگشاده به وضعیت کودکان زباله‌گرد اعتراض کرد و از اعضای شورای شهر خواست تا هرچه زودتر به وضعیت فاجعه‌بار کودکان کار رسیدگی کنند. وی با مطرح کردن چالش سطل‌زباله از مردم و مسئولان خواست برای فهمیدن رنج کودکان زباله‌گرد برای چند دقیقه سر خود را در سطل‌زباله فرو ببرند. پس از آن آزاده صمدی و چندتن دیگر از هنرمندان به این چالش پیوستند و خواستار رسیدگی به وضعیت کودکان زباله‌گرد شدند. در واکنش به نامه این هنرمند، حجت نظری عضو کمیسیون فرهنگی اجتماعی شورای شهر تهران نیز در اینستاگرام خود نوشت :امروز مطلع شدم که سرکار خانم پریناز ایزدیار، هنرمند دغدغه‌مند کشورمان در صفحه اینستاگرام‌شان مسائلی را در مورد کار کودکان مطرح کرده و از پیشنهادشان استقبال می‌کنم.

### حمایت از اعتراضات آبان ۱۳۹۸ ایران
پریناز ایزدیار و تعدادی از هنرمندان ایرانی در ۹ آذر ۱۳۹۸ در اعتراض به کشتار مردم معترض بیانیه‌ای با عنوان «صدای آبان ۹۸» منتشر کردند. در این بیانیه آمده است: «با مردم چه می‌کنید؟ کدام روزنه را برای شنیدن صدای مردم باز گذاشته‌اید؟ کدام تجمع اعتراضیِ مردم را تاب آورده‌اید؟ کدام حزب و تشکیلاتی که بتواند بیانگر خواسته‌های مردم باشد را باقی گذاشته‌اید؟ همچنان برآنید تا با خشونت، مردم را از ابتدایی‌ترین حقوق انسانی و بدیهی‌ترین نیازهای شهروندی‌شان محروم کنید؟ بدانید که فریاد فرو خُفته در گلوی مردم این سرزمین در تاریخ ماندگار خواهد شد.» ایزدیار پیش از این بیانیه به‌صورت مستقل در صفحه اجتماعی خود، همراهی خود را با مردم معترض و مخالفت با کشتار و سرکوب حکومت اعلام کرده و نوشت: «اوضاع اقتصادی این روزها برای هیچ‌کس قابل تحمل نیست کاش به جای خاموش کردن صدای اعتراضات زودتر فکری به حال دلِ پر از درد این مردم کنید.

### حمایت از اعتراضات سینماگران زن ایران
در سال ۱۴۰۱، جمعی از سینماگران زنِ ایران اقدام به امضا و انتشار بیانیه‌ای با عنوان «بیانیه زنان دست‌اندرکار سینما در اعتراض به خشونت علیه زنان در این عرصه» کردند و خواستار تشکیل کمیته‌ای مستقل در خانه سینما شدند؛ کمیته‌ای متشکل از کسانی که در مورد مسئله خشونت جنسی و جنسیتی آموزش دیده باشند و کارشان بررسی جرائم این حوزه باشد. پریناز ایزدیار از اولین بازیگران زنی بود که از این بیانیه و آزاردیدگان جنسی حمایت گسترده کرد. پوران درخشنده، هدیه تهرانی، نیکی کریمی، تهمینه میلانی از دیگر امضاکنندگان این بیانیه بودند. ایزدیار و دیگر امضاکنندگان با تأیید وجود خشونت سیستماتیک علیه زنان در سینمای ایران، خواستار برخورد قانونی جدی با متخلفان شدند. این اولین بار بود که اعتراض زنان سینمای ایران به یک فریاد جمعی تبدیل می‌شد.

### حمایت از خیزش ۱۴۰۱ ایران
در خیزش ۱۴۰۱ ایران و پس از کشته‌شدن مهسا امینی، پریناز ایزدیار با اعلام خشم از صدا و سیما و تحریم این سازمان و با دعوت از سایر هنرمندان برای اعلام کردن موضع، از معترضان حمایت کرد. ایزدیار در چهلمین روز درگذشت «مهسا امینی» در صفحه اینستاگرام خود از تهدید خود توسط نیروهای امنیتی خبر داد و نوشت: «تمام روزهایی که به دلایلی واضح (اجبار) سکوت کردم قلب و روحم با نازنین مردم وطنم بود، همچنان تمام قد و با تمام وجود کنار شما هستم. #زن_زندگی_آزادی #مهسا_امینی»

## فیلم‌شناسی
| به آثاری اشاره دارد که در حال حاضر منتشر نشده‌اند | به آثاری اشاره دارد که در حال حاضر منتشر نشده‌اند |

### سینما
| سال  | عنوان              | کارگردان         | نقش        | منبع    |
| ---- | ------------------ | ---------------- | ---------- | ------- |
| ۱۴۰۳ | زن و بچه           | سعید روستایی     | مهناز      | [ ۹۴ ]  |
| ۱۴۰۳ | صددام              | پدرام پورامیری   | ثریا       | [ ۹۵ ]  |
| ۱۴۰۰ | ملاقات خصوصی       | امید شمس         | پروانه شمس | [ ۹۶ ]  |
| ۱۳۹۸ | سه کام حبس         | سامان سالور      | نسیم       | [ ۹۷ ]  |
| ۱۳۹۸ | مغز استخوان        | حمیدرضا قربانی   | بهار       | [ ۹۸ ]  |
| ۱۳۹۷ | لتیان              | علی تیموری       | سلما       | [ ۹۹ ]  |
| ۱۳۹۷ | متری شیش و نیم     | سعید روستایی     | الهام      | [ ۱۰۰ ] |
| ۱۳۹۷ | سرخ‌پوست            | نیما جاویدی      | سوسن کریمی | [ ۱۰۱ ] |
| ۱۳۹۶ | خوک                | مانی حقیقی       | آنی        | [ ۱۰۲ ] |
| ۱۳۹۶ | مقیمان ناکجا       | شهاب حسینی       |            | [ ۱۰۳ ] |
| ۱۳۹۵ | هت‌تریک             | رامتین لوافی     | لیدا       | [ ۱۰۴ ] |
| ۱۳۹۵ | تابستان داغ        | ابراهیم ایرج زاد | نسرین      | [ ۱۰۵ ] |
| ۱۳۹۵ | ویلایی‌ها           | منیر قیدی        | خانم خیری  | [ ۱۰۶ ] |
| ۱۳۹۴ | یک روز به خصوص     | همایون اسعدیان   | سودابه     | [ ۱۰۷ ] |
| ۱۳۹۴ | ابد و یک روز       | سعید روستایی     | سمیه       | [ ۱۰۸ ] |
| ۱۳۹۳ | ۳۶۰ درجه           | سام قریبیان      | مهتاب      | [ ۱۰۹ ] |
| ۱۳۹۳ | این سیب هم برای تو | سیروس الوند      | شایسته     |         |
| ۱۳۹۳ | استخر              | اسماعیل فلاح پور | مانیا      |         |
| ۱۳۹۲ | خط ویژه            | مصطفی کیایی      | مرجان      | [ ۱۱۰ ] |
| ۱۳۹۰ | ورود آقایان ممنوع  | رامبد جوان       | سحر        | [ ۱۱۱ ] |
| ۱۳۸۹ | در امتداد شهر      | علی عطشانی       | پریناز     |         |
| ۱۳۸۶ | یک مرد، یک شهر     | حسن هدایت        | دختر سرهنگ |         |

### فیلم کوتاه
| سال  | عنوان                  | کارگردان       | نقش | منبع    |
| ---- | ---------------------- | -------------- | --- | ------- |
| ۱۴۰۲ | سرریز                  | نهال دشتی      |     | [ ۱۱۲ ] |
| ۱۳۹۵ | جای منو توی اتاق بنداز | امیر توده‌روستا |     | [ ۱۱۳ ] |

### نمایش خانگی
| سال       | عنوان  | کارگردان    | نقش              | منبع    |
| --------- | ------ | ----------- | ---------------- | ------- |
| ۱۴۰۳      | ازازیل | حسن فتحی    | شوکا مهرجویی     | [ ۱۱۴ ] |
| ۱۴۰۱      | مهمونی | ایرج طهماسب | به عنوان مهمان   | [ ۱۱۵ ] |
| ۱۳۹۸–۱۴۰۱ | جیران  | حسن فتحی    | جیران            | [ ۱۱۶ ] |
| ۱۳۹۴–۱۳۹۶ | شهرزاد | حسن فتحی    | شیرین دیوانسالار | [ ۱۱۷ ] |

### تئاتر
| سال  | عنوان                       | کارگردان          | محل اجرا            | نقش            | منبع    |
| ---- | --------------------------- | ----------------- | ------------------- | -------------- | ------- |
| ۱۳۹۷ | بینوایان                    | حسین پارسایی      | هتل اسپیناس پالاس   | فانتین         | [ ۱۱۸ ] |
| ۱۳۹۶ | تهران زیر بال فرشتگان       | علی سرابی         | سالن اصلی تئاتر شهر | نمایشنامه خوان | [ ۱۱۹ ] |
| ۱۳۹۴ | کابوس‌های یک پیرمرد بازنشسته | پیروز کرمی        | فرهنگسرای سرو       | نمایشنامه خوان | [ ۱۲۰ ] |
| ۱۳۹۳ | یک کلیک کوچولو              | احمد سلیمانی      | تئاتر شهر           |                | [ ۱۲۱ ] |
| ۱۳۹۲ | سفر به نهایت دور            | محمد میرعلی اکبری |                     | نمایشنامه خوان | [ ۱۲۲ ] |

### تلویزیون
| سال  | نوع اثر      | عنوان               | کارگردان        | نقش           | پخش       | منبع    |
| ---- | ------------ | ------------------- | --------------- | ------------- | --------- | ------- |
| ۱۳۹۳ | فیلم ویدئویی | زنده به گور         | علی جناب        |               |           | [ ۱۲۳ ] |
| ۱۳۹۱ | سریال        | زمانه               | حسن فتحی        | ارغوان آذرنیا | شبکه سه   | [ ۱۲۴ ] |
| ۱۳۹۰ | سریال        | پنج کیلومتر تا بهشت | علیرضا افخمی    | مینا          | شبکه سه   | [ ۱۲۵ ] |
| ۱۳۹۰ | سریال        | مثل یک کابوس        | شهرام شاه حسینی | نگار          | شبکه یک   | [ ۱۲۶ ] |
| ۱۳۸۹ | تله فیلم     | فال قهوه            | فرزاد مؤتمن     | ترگل          | شبکه چهار | [ ۱۲۷ ] |
| ۱۳۸۹ | تله فیلم     | گور به گور          | بهرنگ توفیقی    |               | سیمافیلم  | [ ۱۲۸ ] |
| ۱۳۸۷ | فیلم ویدئویی | همان روز            | علیرضا امینی    |               |           | [ ۱۲۹ ] |
| ۱۳۸۶ | تله فیلم     | ماه در سایه         | سعید ابراهیمی‌فر | کیانا         |           |         |

### صداپیشگی
| سال  | عنوان           | کارگردان                    | نقش     | توضیحات    | منبع    |
| ---- | --------------- | --------------------------- | ------- | ---------- | ------- |
| ۱۴۰۲ | داستان گل       | رادیو گردون                 | صداپیشه | کتاب‌خوان   | [ ۱۳۰ ] |
| ۱۴۰۰ | باشو غریبه کوچک | سینمای نابینایان            | صداپیشه | پرده خوانی | [ ۱۳۱ ] |
| ۱۳۹۷ | احساس رضایت     | انتشارات بنیاد فرهنگی زندگی | صداپیشه | کتاب صوتی  | [ ۱۳۲ ] |

### کلیپ ترانه
| سال  | عنوان           | نقش    | توضیحات                                       | منبع    |
| ---- | --------------- | ------ | --------------------------------------------- | ------- |
| ۱۳۹۶ | هوام دوباره پَسه | بازیگر | کلیپ ترانه هوام دوباره پَسه با صدای محسن چاوشی | [ ۱۳۳ ] |

## جوایز و نامزدی‌ها
| رویداد                                 | برنده‌شده | نامزدشده |
| -------------------------------------- | -------- | -------- |
| جشنواره فیلم فجر                       | ۱        | ۲        |
| جشن حافظ                               | ۲        | ۷        |
| انجمن منتقدان و نویسندگان سینمای ایران | ۱        | ۰        |
| جشنواره فیلم بین‌المللی پزارو           | ۱        | ۰        |
| جشنواره بین‌المللی فیلم داکا            | ۱        | ۰        |
| جشنواره بین‌المللی فیلم شهر             | ۰        | ۳        |
| جشنواره بین‌المللی آکادمی افسانه زندگی  | ۱        | ۰        |
| جشنواره بین‌المللی فیلم مقاومت          | ۰        | ۱        |
| جشنواره بین‌المللی فیلم IMAGO ایتالیا   | ۱        | ۰        |
| آئین سپاس تهیه‌کنندگان سینمای ایران     | ۲        | ۰        |
| انجمن منتقدان فارسی‌زبان                | ۱        | ۰        |
| مجموع                                  | ۱۱       | ۱۳       |

| جشنواره                                | سال  | عنوان                                 | اثر                      | نتیجه    | منبع    |
| -------------------------------------- | ---- | ------------------------------------- | ------------------------ | -------- | ------- |
| جشنواره فیلم بین‌المللی پزارو           | ۱۴۰۱ | بهترین بازیگر نقش اول زن              | سه کام حبس               | برنده    | [ ۱۳۴ ] |
| جشنواره بین‌المللی فیلم داکا            | ۱۳۹۶ | بهترین بازیگر نقش اول زن              | تابستان داغ              | برنده    | [ ۱۳۵ ] |
| انجمن منتقدان فارسی‌زبان                | ۱۴۰۱ | بهترین بازیگر نقش اول زن              | ملاقات خصوصی             | برنده    | [ ۱۳۶ ] |
| جشنواره بین‌المللی فیلم IMAGO ایتالیا   | ۱۴۰۲ | بهترین بازیگر نقش اول زن              | مغز استخوان              | برنده    | [ ۱۳۷ ] |
| جشنواره بین‌المللی آکادمی افسانه زندگی  | ۱۴۰۲ | بهترین بازیگر سال                     | ملاقات خصوصی             | برنده    | [ ۱۳۸ ] |
| آئین سپاس تهیه‌کنندگان سینمای ایران     | ۱۴۰۲ | پرمخاطب‌ترین بازیگر زن                 | ملاقات خصوصی             | برنده    | [ ۱۳۹ ] |
| آئین سپاس تهیه‌کنندگان سینمای ایران     | ۱۴۰۱ | پرمخاطب‌ترین بازیگر زن                 | متری شیش و نیم و سرخ‌پوست | برنده    | [ ۱۴۰ ] |
| جشنواره فیلم فجر                       | ۱۳۹۸ | سیمرغ بلورین بهترین بازیگر نقش اول زن | سه کام حبس               | نامزدشده | [ ۱۴۱ ] |
| جشنواره فیلم فجر                       | ۱۳۹۵ | سیمرغ بلورین بهترین بازیگر نقش اول زن | تابستان داغ              | نامزدشده | [ ۱۴۲ ] |
| جشنواره فیلم فجر                       | ۱۳۹۴ | سیمرغ بلورین بهترین بازیگر نقش اول زن | ابد و یک روز             | برنده    | [ ۱۴۳ ] |
| جشن حافظ                               | ۱۴۰۱ | بهترین بازیگر زن تئاتر                | نمایش بینوایان           | نامزدشده | [ ۱۴۴ ] |
| جشن حافظ                               | ۱۴۰۲ | بهترین بازیگر زن سینما                | ملاقات خصوصی             | نامزدشده | [ ۱۴۵ ] |
| جشن حافظ                               | ۱۳۹۹ | بهترین بازیگر زن سینما                | سرخ‌پوست                  | نامزدشده | [ ۱۴۶ ] |
| جشن حافظ                               | ۱۳۹۸ | بهترین بازیگر زن سینما                | متری شیش و نیم           | نامزدشده | [ ۱۴۷ ] |
| جشن حافظ                               | ۱۳۹۷ | بهترین بازیگر زن سینما                | ویلایی‌ها                 | برنده    | [ ۱۴۸ ] |
| جشن حافظ                               | ۱۳۹۵ | بهترین بازیگر زن سینما                | ابد و یک روز             | برنده    | [ ۱۴۹ ] |
| جشن حافظ                               | ۱۳۹۷ | بهترین بازیگر زن درام تلویزیونی       | فصل دوم و سوم شهرزاد     | نامزدشده | [ ۱۵۰ ] |
| جشن حافظ                               | ۱۳۹۵ | بهترین بازیگر زن درام تلویزیونی       | فصل اول شهرزاد           | نامزدشده | [ ۱۵۱ ] |
| جشن حافظ                               | ۱۳۹۱ | بهترین بازیگر زن درام تلویزیونی       | زمانه                    | نامزدشده | [ ۱۵۲ ] |
| جشنواره بین‌المللی فیلم شهر             | ۱۴۰۱ | بهترین بازیگر زن                      | ملاقات خصوصی             | نامزدشده | [ ۱۵۳ ] |
| جشنواره بین‌المللی فیلم شهر             | ۱۳۹۸ | بهترین بازیگر زن                      | تابستان داغ              | نامزدشده | [ ۱۵۴ ] |
| جشنواره بین‌المللی فیلم شهر             | ۱۳۹۶ | بهترین بازیگر زن                      | ابد و یک روز             | نامزدشده | [ ۱۵۵ ] |
| انجمن منتقدان و نویسندگان سینمای ایران | ۱۳۹۵ | بهترین بازیگر نقش اول زن              | ابد و یک روز             | برنده    | [ ۱۵۶ ] |
| جشنواره بین‌المللی فیلم مقاومت          | ۱۳۹۷ | بهترین بازیگر                         | ویلایی‌ها                 | نامزدشده | [ ۱۵۷ ] |